# Lipari (cognome)
Lipari è un cognome di lingua italiana.

## Varianti
Liparoti, Liparoto.

## Origine e diffusione
Cognome tipicamente meridionale, è presente prevalentemente in Calabria e Sicilia 
Potrebbe derivare dal toponimo Lipari, in Sicilia.

## Persone
- Angelo Lipari (1825-1882) – patriota e prefetto italiano
- Nicolò Lipari (1934) – politico e giurista italiano
- Vito Lipari (1938-1980) – politico italiano, vittima di Cosa nostra